# Spilogona firmidisetosa
Spilogona firmidisetosa är en tvåvingeart som beskrevs av Huckett 1965. Spilogona firmidisetosa ingår i släktet Spilogona och familjen husflugor.
Artens utbredningsområde är Northwest Territories, Kanada. Inga underarter finns listade i Catalogue of Life.